# Секторальные пруды
Секторальные пруды (Веерные пруды) — пруд, памятник архитектуры. Расположен в Петергофе, в западной части Нижнего парка.
Пруд положил начало Марлинскому ансамблю; он был выкопан одновременно с Марлинским прудом. Прямоугольный Марлинский пруд был выкопан перед восточным фасадом Марлинского дворца, полукруглый разделённый мостами на сектора пруд — перед западным. Перемычку, на которой планировалось построить дворец, укрепили, после чего в феврале 1720 года началось рытьё котлованов, из вынутой земли создавался Марлинский вал; в работах одновременно участвовало до тысячи человек. К весне 1722 года земляные работы были закончены, отделка берегов шла до 1724 года.

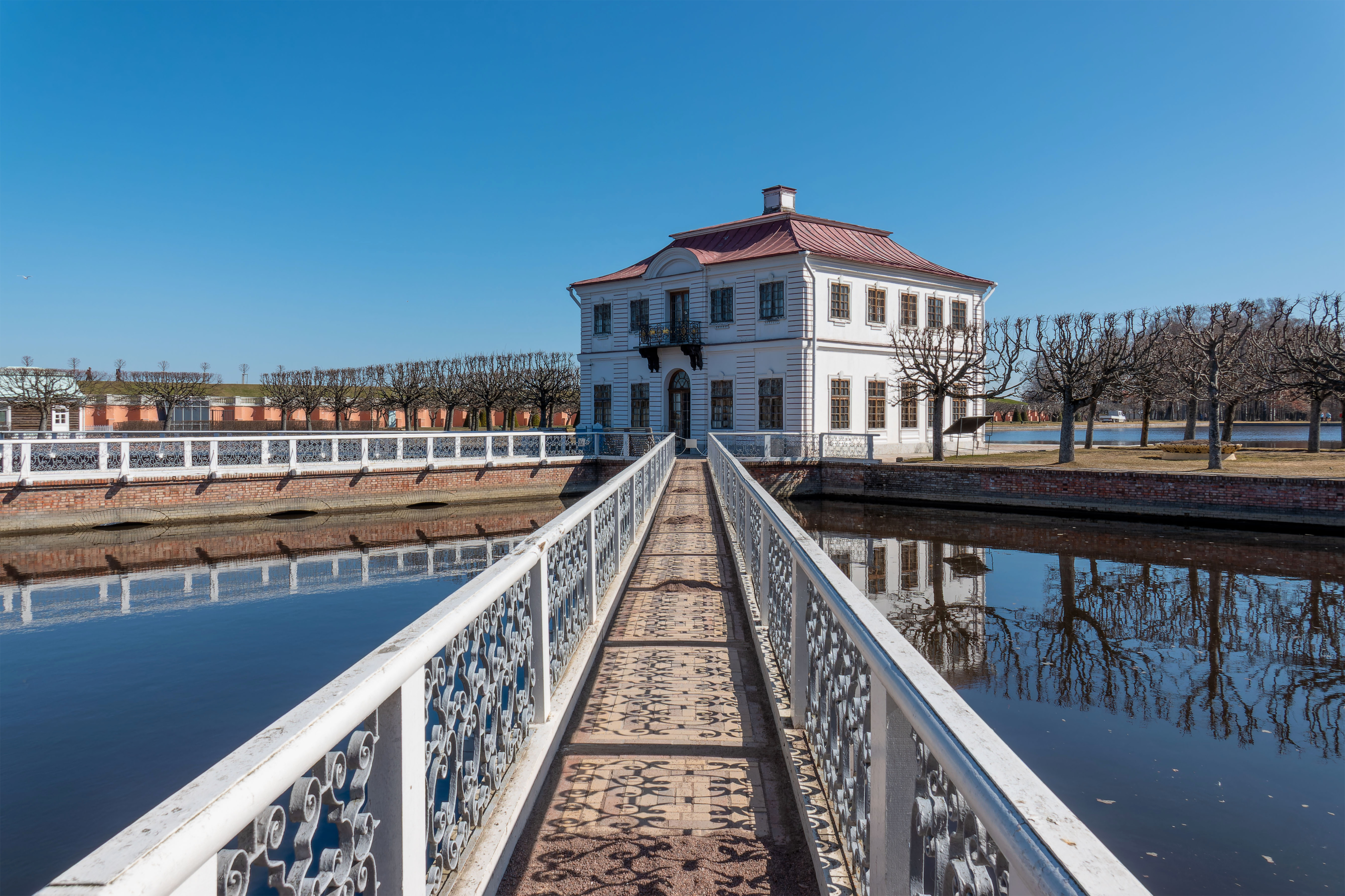
Один из мостов и его решётка

Пруд был проточным, он получал воду из нагорного ручья и фонтанов. На сектора его делили три арочных моста, стены были сделаны из голландского кирпича, вдоль них с 1757 года шла железная балюстрада (архитектор Я. Алексеев). Мосты были вымощены кирпичом, перилами служили узорчатые железные решётки. Предположительно решётки делали те же мастера, что создали ограждение балконов Петергофского дворца; узор создают сравнительно просто изогнутые прутья, которые можно рассмотреть и как отдельные балясины, и как сплошной узор (такая же решётка была сделана у Головинской дачи на Чёрной речке, подобные узоры встречались и в других местах).
Кроме декоративной, у пруда была хозяйственная роль — со времён Петра I и до начала XX века тут были садки для рыбы, которую использовали придворные кухни. Рыбу приучили есть после ударов медного колокола, и кормление было одним из видов придворных развлечений.
К концу XVIII века балюстрада вокруг прудов уже отсутствовала. В 1899—1900 годах Секторальные пруды и мосты капитально отреставрировали по проекту А. И. Семёнова, было восстановлено кирпичное мощение мостов.
Во время оккупации территории в Великую Отечественную войну пруды были полуразрушены; капитальная реставрация состоялась в 1970-е годы. Стенки и арочные мосты были выполнены из бетона с кирпичной облицовкой (частично оригинальной), были восстановлены отмостки и ограда.